# Spino d’Adda
Spino d’Adda – miejscowość i gmina we Włoszech, w regionie Lombardia, w prowincji Cremona.
Według danych na rok 2004 gminę zamieszkiwały 5892 osoby, 310,1 os./km².

## Bibliografia

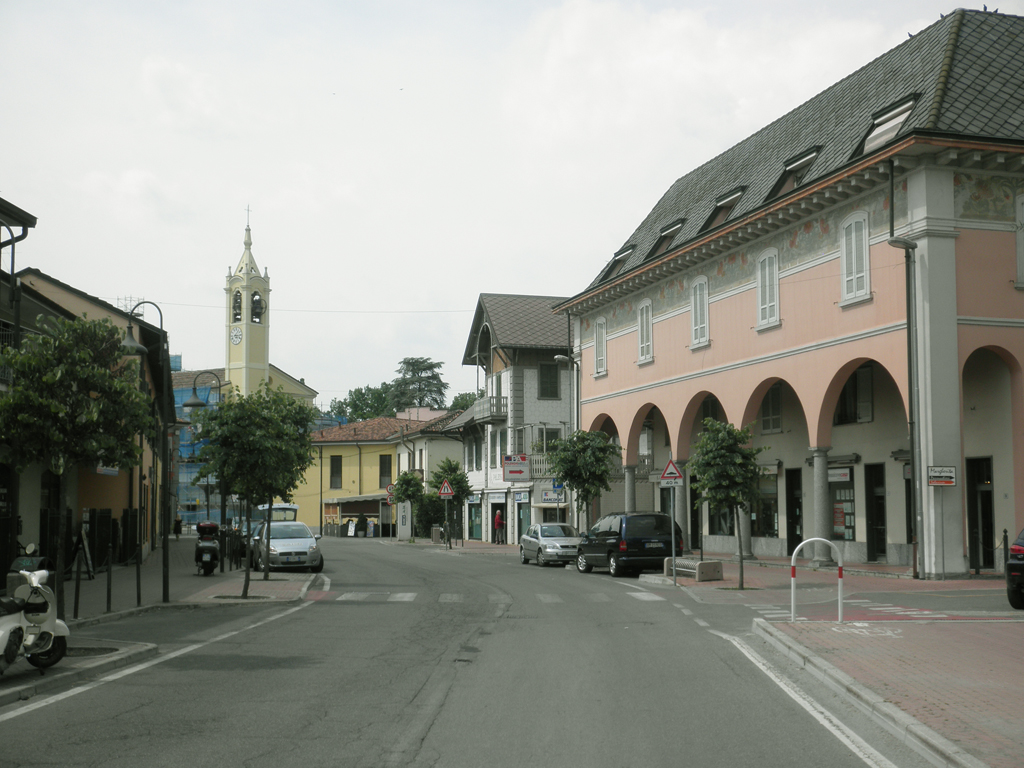
Via Martiri della Liberazione